# Concepción Pajarón
Concepción Pajarón Parody (Sevilla, 1936-1 de julio de 2008) fue una investigadora, escritora y bibliotecaria española.

## Trayectoria
Pajarón se especializó en Historia de América en la Universidad de Sevilla. En 1964, se doctoró con la tesis titulada El gobierno en Filipinas de don Fernando Manuel de Bustamante y Bustillo (1717-1719), que profundiza en la figura de Fernando Manuel de Bustamante Bustillo, gobernador general de las Filipinas españolas.
Continuó formándose en Estudios Hispanoamericanos con su trabajo en la Biblioteca de la Escuela de Estudios Hispanoamericanos junto a la historiadora y catedrática Lourdes Díaz-Trechuelo, también especializada en Historia de América. Junto a ella, Pajarón colaboró con las entradas de los virreyes Antonio María Bucareli y Ursúa y Juan Vicente de Güemes, segundo conde de Revillagigedo, para la obra Los Virreyes de Nueva España, de José Antonio Calderón Quijano.
En 1957, Pajarón se dedicó a investigar sobre "Historia de los Descubrimientos de América", y entre los años 1958 y 1959 sobre "Filipinas en el siglo XVIII" en el Archivo General de Indias. Perteneció al Consejo Superior de Investigaciones Científicas (CSIC).
Posteriormente, trabajó como jefa de estudios y profesora en el centro de estudios sevillano Albaydar, entre 1965 y 2001.

## Obra
- 1964 – El gobierno en Filipinas de don Fernando Manuel de Bustamante y Bustillo (1717-1719). Escuela de Estudios Hispano-Americanos.[5]
- 1964 – Crítica a "Minorías y masas en la cultura y el arte" de Guillermo de Torre. Revista LA TABLE.[3]
- 1972 – Los Virreyes de Nueva España, biografías de Antonio María de Bucareli y Ursúa y Juan Vicente de Güemes.[3][6]

## Reconocimientos
En 2020, fue incluida dentro del proyecto “Mujeres Investigadoras en los Archivos Estatales (1900-1970)” para la descripción archivística y creación de un micrositio específico en el Portal de Archivos Españoles (PARES), desarrollado entre 2020-2023. Este proyecto ha sido impulsado por la Subdirección General de Archivos Estatales, con el objetivo visibilizar la labor de investigación realizada en España por las mujeres en el intervalo 1900-1970 partiendo de los registros documentales que se conservan en los Archivos de Gestión de los AAEE del Ministerio de Cultura (el Archivo Histórico Nacional, el Archivo de la Corona de Aragón, el Archivo General de Simancas, el Archivo General de Indias, el Archivo de la Real Chancillería de Valladolid, el Archivo General de la Administración y el Centro de Información Documental de Archivos).